# Западный округ (Фиджи)
Западный округ (англ. Western Division) — один из четырёх округов Фиджи. Состоит из трёх провинций: Мба, Надрога-Навоса и Ра. Административный центр — Лаутока. Округ включает в себя западную часть острова Вити-Леву, а также отдалённые острова Ясава, Вива, Вая и Велулеле. Имеет сухопутную границу с Центральным округом на острове Вити-Леву и морскую границу с Северным и Восточным округами.
Риф Конуэй, расположенный в 450 км на юго-запад от Вити-Леву, является частью Западного округа.
Острова в составе округа:
- Ясава
- Вива
- Вая
- Велулеле
- Вити-Леву (часть)
- Риф Конуэй